# Beaufort Burdekin
Beaufort Burdekin, född 27 december 1891 i Poole, död 15 maj 1963 i Poole, var en brittisk roddare.
Burdekin blev olympisk silvermedaljör i åtta med styrman vid sommarspelen 1912 i Stockholm.